# Sarcophaga siciliana
Sarcophaga siciliana är en tvåvingeart som först beskrevs av Günther Enderlein 1928.  Sarcophaga siciliana ingår i släktet Sarcophaga och familjen köttflugor.
Artens utbredningsområde är Italien. Inga underarter finns listade i Catalogue of Life.